# سیارک ۲۵۲۷۳
سیارک ۲۵۲۷۳ (به انگلیسی: 25273 Barrycarole، نامگذاری:1998VN32) بیست و پنج هزار و دویست و هفتاد و سومین سیارک کشف شده‌است که در ۱۵ نوامبر ۱۹۹۸ کشف شد.
قدر مطلق سیارک برابر ۲۶.۹ است.